# 케냐산
케냐산은 케냐에 있는 산으로 높이는 5,199m, 면적은 15만km2이다. 나이로비에서는 북쪽으로 약 180km 떨어져 있으며, 아프리카에서 킬리만자로산에 이어 2번째로 높은 산이다. 정상 부분에는 바티안봉(5,199m), 넬리온봉(5,188m), 레나나봉(4,985m) 등이 솟아 있으며, 루이스 빙하와 틴달 빙하 등 10여 개의 빙하와 만년설로 덮여 있다.

## 지형
키쿠유족·엠부족·메루족 등이 바나나·콩·고구마·옥수수·커피·홍차·목화 등을 재배한다. 케냐산 주변은 1949년에 케냐산 국립공원으로 지정되어 있으며, 경사면에서는 레바논시다·대나무 등 다양한 식물들이 자라며, 코끼리·물소·표범 등이 서식한다. 1849년 독일인 선교사 요한 루트비히 크라프가 케냐산을 발견했으며, 1899년에 영국인 해퍼드 매킨더가 첫 등정에 성공하였다. 등정하기에 좋은 시기는 남면은 1월∼2월, 북면은 8월∼월이다.